# Aechmea aciculosa
Aechmea aciculosa là một loài thực vật có hoa trong họ Bromeliaceae. Loài này được Mez & Sodiro mô tả khoa học đầu tiên năm 1904.

## Hình ảnh

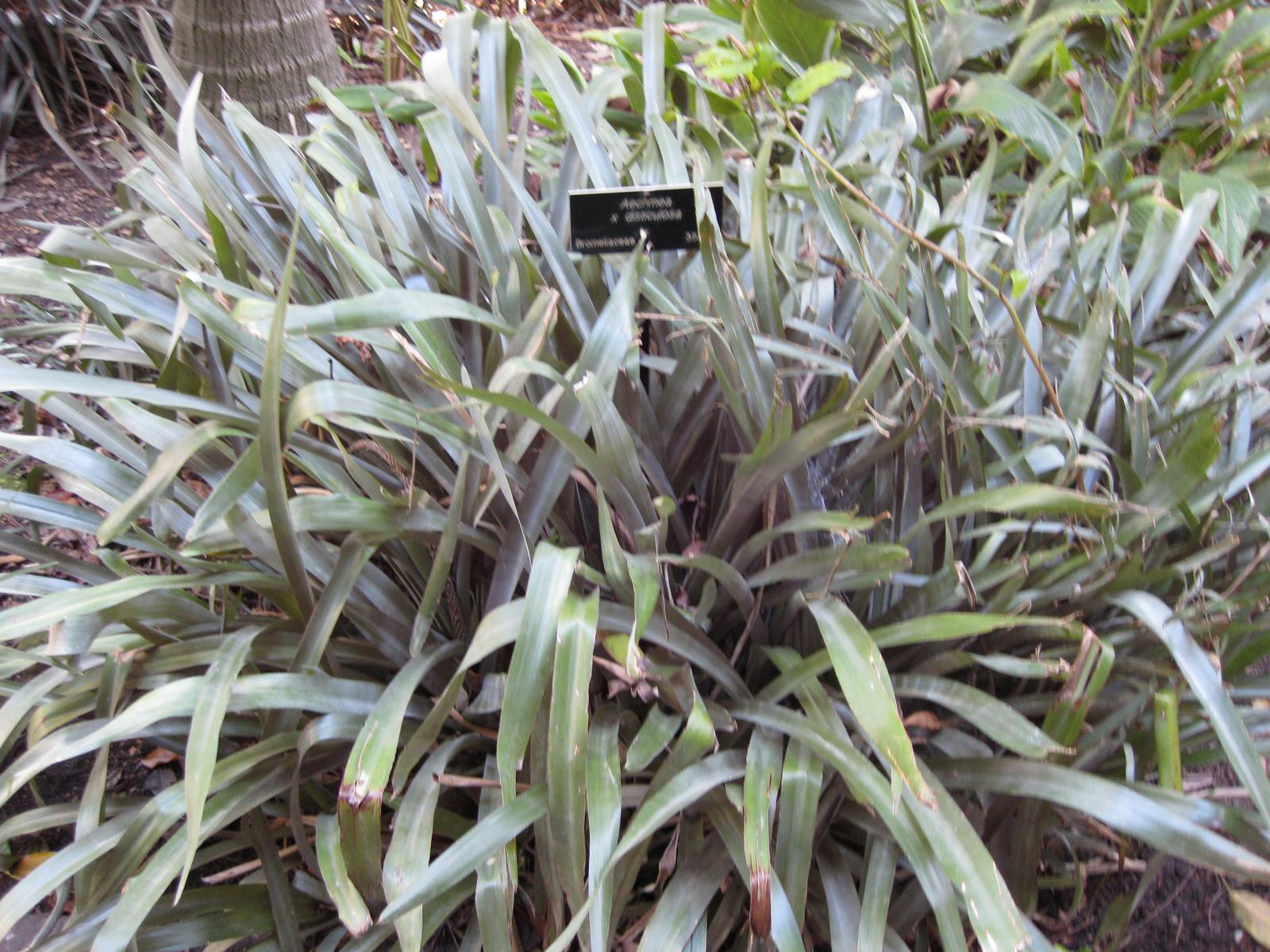